# Jacques Storck
Compléments
Sous-lieutenant A.R.A 
P.K.17 Service de renseignement et d’action (Belgique)
Jacques Storck, « Jaguar » dans la résistance, né le 7 septembre 1921 à Saint-Josse-ten-Noode est un résistant de la Seconde Guerre mondiale  qui œuvra notamment au sein du réseau Les Trois Mousquetaires  Service de renseignement et d’action dans le Groupe de « Porthos » (le Commandant Eglem).

## Éléments biographiques

### Enfance
Jacques Storck naît le 7 septembre 1921 au 108 rue de la Limite à Saint-Josse-ten-Noode. Son père Charles Storck est agent de change à la Bourse de Bruxelles et Président du Cercle des Régates de Bruxelles, sa mère Hubertine Looze est professeur de français. Garçon intelligent, sportif, parlant 4 langues (français, néerlandais, anglais et allemand), il est encore aux études à l’Institut Michot-Mongenast (mathématiques avancées, réputée de bonne préparation à l'École Militaire) quand la guerre éclate. Il n’a pas encore 19 ans.

### Action durant la Seconde Guerre mondiale
La Belgique est envahie. Comme beaucoup de patriotes il n’accepte pas cet état de chose et avec sept camarades il fait une tentative pour gagner l’Angleterre qui se solde par deux morts à la frontière franco-espagnole. Il rentre en Belgique et forme avec Jules Waroquet un groupement de résistance sous la dénomination de « groupe de combat » dont Jules de quinze ans son aîné en est le chef. Ils ont des réunions hebdomadaires avec le Lieutenant Richard Defroyennes adjoint du colonel Robert Lentz de la Légion belge, mais ils tiennent à garder leur autonomie et ne pas faire totalement fusion. Début août 1940 Jacques rencontre Jean Pirnay l’adjoint du Commandant Eglem. Celui-ci jugeant « son caractère 100% Belge »  le présente au Capitaine Julien Lincé qui le recrute et rentre ainsi dans le Réseau Les Trois Mousquetaires en participant déjà, début septembre à la première réunion état-major de ce réseau nouvellement créé avec René Watteau « Athos », Ernest Havaux « Aramis », Joseph Eglem « Porthos », Léon Fynaut, Edouard Baillon « Dédé »... Courageux et très engagé dans tous les secteurs d’activités, volontaire pour tous les coups durs, il démontre très vite des qualités de meneur et gagne la confiance de ses chefs. Recrute et prend le commandement d’un groupe et sous-groupes. Jules Waroquet, Julien Kemel, Louis Everaert, Marguerite Blockx, Pierre Duprez deviennent ses adjoints. Ils sont très actifs dans tous les domaines, renseignements militaires, politiques, transports et distributions d’armes, hébergements d’évadés - agents grillés - pilotes, sabotages, distribution de tracts et de journaux clandestins. Certains de leurs renseignements passent aussi à Londres via des contacts avec le Deuxième Bureau tel René Comhaire chef de groupe du service ABC qui se rend régulièrement au siège de Toulouse du 2e bureau. .
Fin 1941 ou début 1942 la dénomination de « groupe de combat» change pour « réorganisation de l’armée »
Il devient en 1941 l’agent de liaison entre le Commandant Eglem et Paul Quintin chef du S.R.P. (Service de renseignements politiques) que le Colonel Mardulier commandant de la Zone IV de l’A.S. avait chargé de recruter des agents pour l’exécution de traîtres et dénonciateurs. Fait des filatures, fréquente pour obtenir des renseignements le café  sis au 16 Grand Place (Maison Flamande) qui servait de centre de réunion aux flamingants et autres collaborateurs tels que l'Algemeene-SS Vlaanderen. Du fait de son infiltration, son nom a même été retrouvé sur une liste de membres des S.S Vlaanderen. Malgré le problème de conscience que lui représente l’élimination de collaborateurs, il prend cette très lourde décision qu’il estime nécessaire car elle évite à bien des hommes de mourir dans des camps ou d’être fusillés. Il n’y a pas d’autres solutions, il n’y a pas d’endroits pour les emprisonner.
En décembre 1941, il effectue un important transport d’armes de Tournai à Bruxelles,.
À la mi mai 1942, avec 8 de ses membres aussi affiliés aux Insoumis et sous la direction du chef d’une douzaine de résistants anversois, ils libèrent un groupe de 17 prisonniers politiques et militaires à Schilde.
En 1942 après de l’arrestation de son Chef de Réseau (et pratiquement tout l’état-major à la suite de l'infiltration de Victor Demets alias « VOX »", un agent provocateur gestapiste belge), il  devient le collaborateur immédiat de René Comhaire du Service A.B.C. (lié au Réseau Michelli) et l’aide dans sa charge qui devient très lourde. Il cherche à renouer la ligne sautée réseau Les Trois Mousquetaires. Il organise l’évasion de son chef de réseau et c’est probablement à l’occasion de cette tentative qu’il se fait dépister par la Gestapo.
Le 8 juin 1942 il procède à l’exécution d’un lieutenant de Prosper de Zitter à l’occasion d’une tentative d’élimination de ce dernier et de sa compagne Flore Dings.
En juillet 1942, avec Mademoiselle Elisabeth Porchet et Pierre Duprez, il procède à celle de Louis T., un autre traître,. Probablement au Bois de la Cambre.
Prend, avec des membres de ses groupes dont Pierre Duprez, Paul Gelenne, Richard Braibant, Jean Haesaert ... (de la section d’Eglem et celle de Watteau), une part active dans le sabotage aux Charbonnages de Limbourg, Meuse à Eisden dans la nuit du 3 au 4 octobre 1942. Destruction de la cabine haute tension. Destruction de la salle des compresseurs. Destruction de trains allemands… Certainement en collaboration avec le Groupe G, on retrouve dans un rapport les noms de chefs de l’opération : Max Cosyns et Jacques Storck. Le premier, professeur de l’Université libre de Bruxelles, était du bureau technique du Groupe G. Ce qui correspond aux premiers actes de la mission Mandamus.

### Arrestation
L’Affaire Wemmel
En service commandé de l’A.S. (Armée secrète) une (trop) grande réunion est prévue au du Chalet des Bouleaux à Wemmel le 9 octobre 1942 avec divers chefs et notamment avec des délégués du 2e Bureau Français. Ceci à l’instigation d'un traître René Mauyen, (condamné à mort après-guerre le 13 décembre 1946 confirmé le 25 novembre 1947 par le Conseil de Guerre) qui infiltrait les réseaux de résistance pour en communiquer le nom de ses membres aux Allemands, ils tombent dans un guets-apens et un combat s’engage dans la soirée du 9 octobre 1942 sur la route de Wemmel à hauteur du Heysel. Les allemands en grand nombre ont l’avantage (Gestapo (Sicherheitspolizei), S.S. et Wehrmacht). Jean Haesaert, lui est tué au Chalet des Bouleaux. Certains parviennent à prendre la fuite mais d’autres sont contraints de rendre les armes. Ils sont ensuite conduits vers les locaux de la Geheime Feldpolizei, rue Traversière à Saint-Josse-ten-Noode, puis à la prison de Saint-Gilles.
Environ une trentaine de patriotes sont arrêtés ce soir-là dont Jacques et ses camarades Julien Kemel, René Comhaire, Jean Comhaire, Pierre Duprez, Marguerite Blockx, Armand Broeckaert, Richard Braibant, Paul Gelenne, Edmond Van den Heuvel, Albert Durand, Henry De Belie, Philémon Hauman, Lucien Verbergh, Frans Vons, Elisabeth Porchet, Antoine Risse, Alexis Dejasse, Frans De Becker, Jules Waroquet, Victor Huylebroek, Denise Maret, Lucienne Vynckier …
Les Allemands retrouvent 18 bâtons de dynamite à son domicile.

### Interrogatoires
Il a une brillante attitude au cours de l’instruction menée par la Gestapo malgré les interrogatoires musclés et les tortures infligées il ne parle pas, ne dévoile rien au sujet de l’organisation à laquelle il appartient... Henri Michelli, voisin de cellule pendant quelques heures, a souligné son « courage magnifique ».

### Incarcération
Détenu à la prison de Saint-Gilles. Cellule 184- Aile B.
Un de ses billets clandestins passés par le gardien de Prison Victor Quadflieg : « ils essayent de me faire parler et me menacent du camp de Breendonk, je ne parlerai jamais ! »
Il est finalement envoyé à Breendonk pendant plusieurs mois jusqu’à son exécution comme otage le 15 mars 1943.
Motif :  à titre de représailles contre les meurtres commis sur des habitants durant les semaines écoulées en particulier contre les meurtres du légionnaire sous-officier Wallon Boisbourdin et du SS flamand Acke dont les meurtriers n’ont pas été retrouvés.

### Fort de Breendonk
En novembre 1942, il est envoyé au tristement célèbre « Auffanglager » ou camp d’interception ainsi appelé par les allemands, camp de concentration, de tortures dirigé à cette époque par le major S.S. Philipp Schmitt.
Il y entre sous le matricule 171 puis 812 comme « Arrestant » , ceux considérés comme dangereux et en porte les écussons distinctifs l’un sur la poitrine, l’autre dans le dos : cercle rouge entouré de blanc.
Isolé des autres détenus dès son arrivée, placé en cellule (environ 1,5 m2) dans le Bunker. Pas de matelas ni de paillasse, privé de lumière et de chauffage, pendant une longue période il subit la mise au pain sec et à l’eau, l’obligation de rester debout au pied du lit en journée, coups et humiliations de tous genres ainsi que les interrogatoires accompagnés des pires sévices dans la salle de torture, où il fait la connaissance de Schmitt, Prauss, Wyss, Debodt et d’autres infâmes tortionnaires.

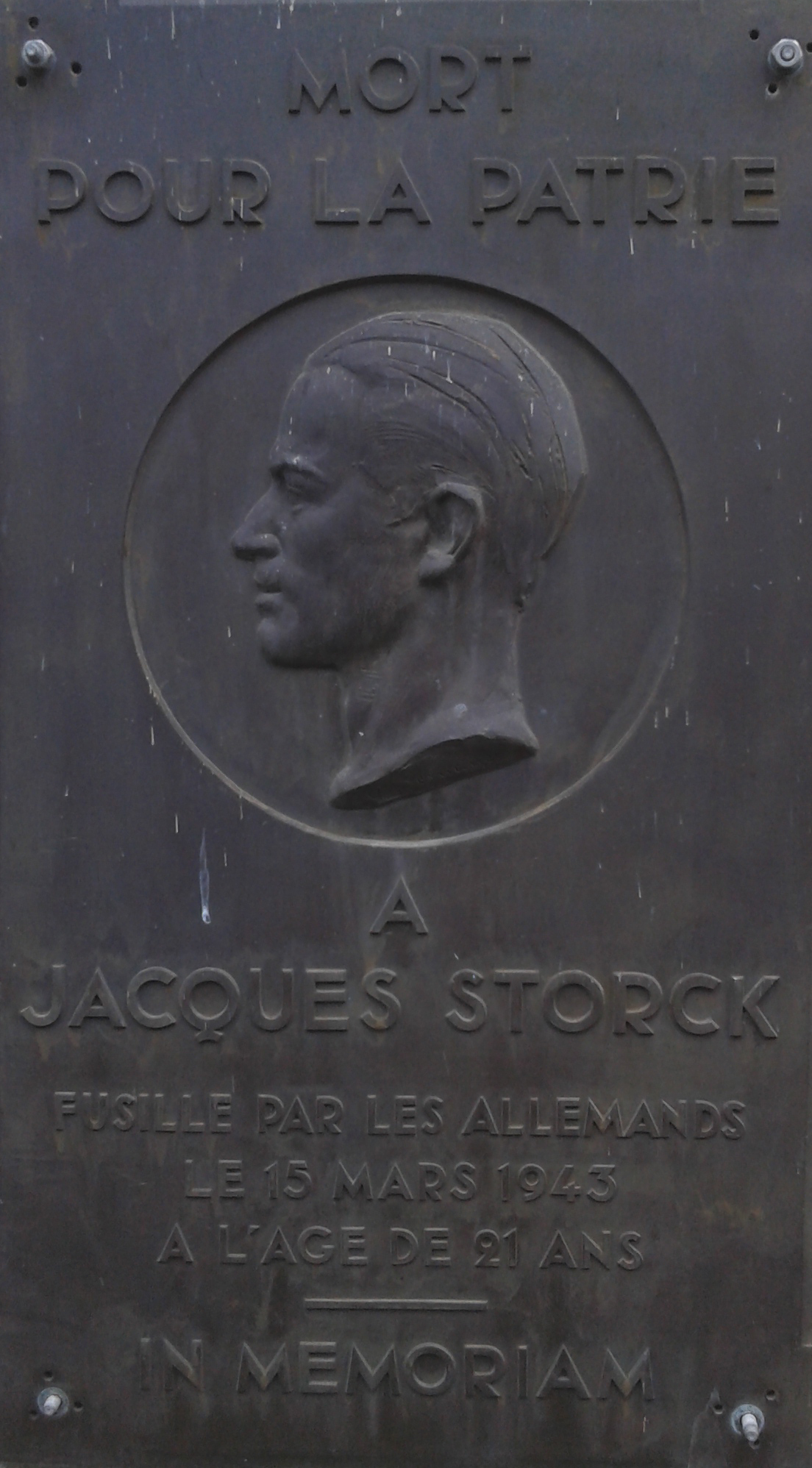
Jacques Storck Plaque Commémorative 1940-1945

### Exécution le 15 mars 1943.
Avec 9 co-fusillés : Louis Everaert, Paul Gelenne, Armand Broeckaert, Marcel Van Schelle, Jean Hertoghe, Frédéric Morhfeld, Nestor Falise, Alphonse Vanrome, Nicolas Lowenwirth, des membres de son groupe, de l’ABC et du MNB avec qui il avait des actions communes,,.
Leurs autres compagnons de lutte et leurs co-fusillés :
Julien Kemel, Richard Braibant, René Comhaire, Omer Van Deuren, Joseph Loossens, Joseph Deschamps, Vincent Vandermaelen, Aloys Verstraeten, Mathieu Detilloux, Camille Keppens sont  fusillés le 13 janvier 1943,, son chef direct Joseph Lincé (dit Julien) quant-à lui est fusillé le 18 janvier 1943.
… ils emplissent des rangées de l’enclos des fusillés au Tir national de Schaerbeek et d’autres celles du cimetière de Hechtel… 
Ernest Havaux le 3 octobre 1942, Pierre Duprez, Edmond Van Den Heuvel, Marcel Mathijs, François Van de Kerkhove, Dr Henri Pohl, Gilles Nissenbaum (Szlama Engielszer), Arthur Van Tilborg, Gilbert Daxhelet, Mosek Rakower, José Dewallens, Ernest Herckenrath, fusillés  le 6 janvier 1943.
Sans oublier le Commandant Joseph Eglem qui décèdera en captivité en 1945 à Dachau.
Il est inhumé au Cimetière de Laeken.

### Titres - Décorations
- Adjudant ARA 1er juillet 1941
- Chevalier de l’Ordre de Léopold II  avec Palme
- Sous-lieutenant ARA 9 octobre 1942
- Chevalier de l’Ordre de Léopold avec Palme
- Croix de Guerre 1940 avec Palme
- Médaille de la Résistance
- Médaille Commémorative de la Guerre 1940 avec deux Eclairs Entrecroisés

### Photos

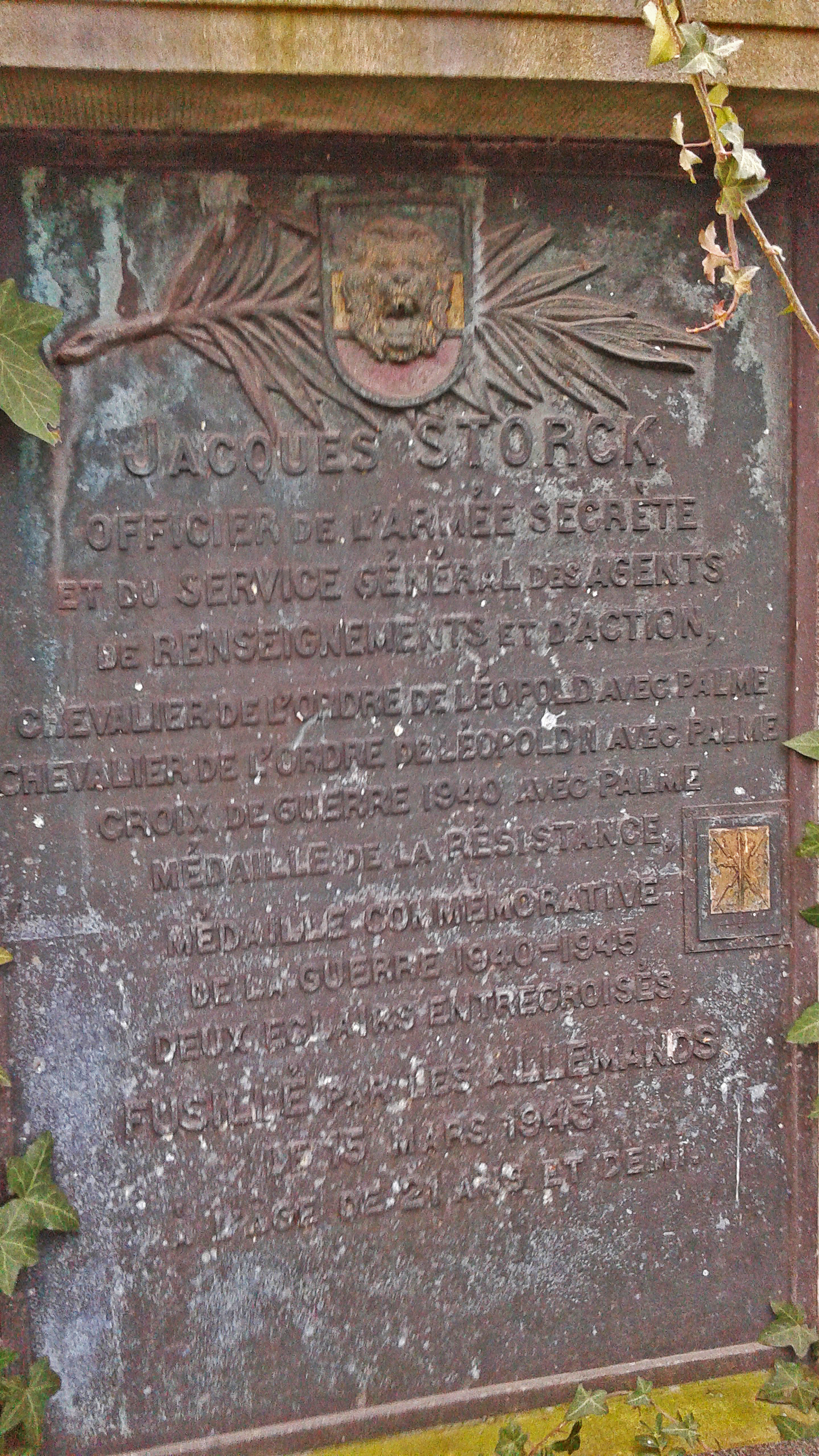

## Sources bibliographiques
- Livre d’Or de la Résistance Belge, Éditions Leclercq, Bruxelles 1948
- Fernand Strubbe, Services Secrets Belges, Éditeur U.S.R.A
- Victor Trudo,BREENDONCK, Le camp du silence, de la mort et du crime, Editions J. Dupuis &  Fils, Charleroi-Paris, 1944
- Yaëlle Van Crombrugge, Les espions Zéro dans l'ombre du pouvoir 1940-1944, Éditions Racine 2013